# Kadunc
Kadunc je priimek v Sloveniji, ki ga je po podatkih Statističnega urada Republike Slovenije na dan 1. januarja 2010 uporabljalo 456 oseb.

## Znani nosilci priimka
- Ajda Kadunc (*1995), vizualna umetnica, slikarka, filmska animatorka
- Alexandre Kadunc (1932—1989), novinar in pesnik v Braziliji
- Anton Kadunc (1890—1974), slovensko-brazilski gradbenik
- David Kadunc - Avi, tekač, ultramaratonec
- Franc Kadunc, pedagog
- Igor Kadunc (*1950), ekonomist, direktor RTV Slovenija, od 2021 STA
- Jože Kadunc - Ibar (1925—1944), partizan, narodni heroj
- Marko Kadunc, gradbenik?
- Milan Kadunc (*1951), misijonar v zahodni Afriki (Togo, Benin)
- Nataša Kadunc, prva dama Olimpikov
- Tina Kadunc - Tiana, pevka
- Vladimir Kadunc - Maks (1919—1966), partizan, oznovec, republiški sekretar za notranje zadeve